# Pultenaea reticulata
Pultenaea reticulata là một loài thực vật có hoa trong họ Đậu. Loài này được (Sm.) Benth. miêu tả khoa học đầu tiên.